# Santo Corazón
Santo Corazón es una localidad de Bolivia, ubicada en el municipio de San Matías de la provincia Ángel Sandóval en el departamento de Santa Cruz. Es conocida como la última misión jesuítica de Bolivia por ser la última en ser fundada, en 1760.
La localidad se encuentra a una altitud de 231 m s. n. m. cerca de la frontera boliviana con Brasil, en la parte alta del río Santo Corazón.

## Historia
Santo Corazón fue fundado en 1760 como la última y más oriental de las reducciones jesuíticas en la Chiquitania. Su fundación fue realizada por los Padres Antonio Gaspar y José Chueca, dedicada al Santo Corazón de Jesús por devoción personal del P. Gaspar, quien por el año 1763 la situaba a 25 leguas al oeste del río Paraguay. Los jesuitas primero construyeron una iglesia temporal de adobe cubierta con hojas de palma. Santo Corazón debía servir como centro de comunicación con las misiones jesuíticas guaraníes al sur. Este camino fue logrado por el Padre José Sánchez Labrador a finales de 1766 cuando llevó a cabo un viaje desde la reducción de Nuestra Señora de Belén, en el actual Paraguay, hasta Santo Corazón de Chiquitos.
A fines del siglo XIX, debido a brotes de enfermedades y ataques de tribus indígenas como los Guaicurúes, el sitio fue reubicado 68 km al norte en su ubicación actual.

## Geografía
Santo Corazón está ubicado en el borde oriental de las tierras bajas bolivianas, en los humedales del Pantanal sudamericano y tiene un clima tropical con un perfil de temperatura equilibrado.
La temperatura promedio promedio de la región es de 27 °C, las temperaturas promedio mensuales varían levemente entre 24 °C en junio/julio y 29 °C en noviembre/diciembre. La precipitación anual ronda los 1250 mm, siendo los meses de junio a septiembre áridos con precipitaciones mensuales inferiores a los 50 mm, mientras que los meses de diciembre a febrero tienen valores de 200 mm cada uno.

## Transporte
Santo Corazón se encuentra a 580 kilómetros por carretera al este de Santa Cruz de la Sierra, la capital departamental.
Desde Santa Cruz, la carretera nacional pavimentada Ruta 4 se dirige hacia el este a través de Cotoca, Pailón y San José de Chiquitos hasta Roboré y luego hasta Puerto Suárez en la frontera con Brasil. Ocho kilómetros al sureste de Roboré, un camino de tierra se bifurca de la Ruta 4 en dirección noreste y después de 14 km llega a Santiago de Chiquitos. Desde aquí el camino conduce otros 113 km a través de matorrales en gran parte deshabitados al noreste hasta llegar a Santo Corazón.

## Población
La población de la ciudad ha aumentado en aproximadamente una quinta parte en las últimas dos décadas:
| Año  | Habitantes | Fuente |
| ---- | ---------- | ------ |
| 1992 | 648        | Censo  |
| 2001 | 554        | censo  |
| 2012 | 774        | censo  |